# Пеливан, Юре
Юре Пеливан (хорв. Jure Pelivan; 1 декабря 1928, Ливно, Королевство сербов, хорватов и словенцев — 18 июля 2014, Сплит, Хорватия) — югославский боснийско-хорватский государственный деятель, председатель Исполнительного совета, премьер-министр Боснии и Герцеговины (1990—1992).

## Биография
Долгое время занимал различные посты в исполнительной власти Социалистической Республики Боснии и Герцеговины, в течение десяти лет возглавлял филиал Национального банка в Ливно. Затем — директора департамента, заместитель председателя и председатель Национального банка Социалистической Республики Боснии и Герцеговины.
В 1990 г. вступил в Хорватское демократическое содружество Боснии и Герцеговины и после победы на выборах в том же году коалиции национальных партий был назначен председателем Исполнительного совета Социалистической Республики Боснии и Герцеговины. На этой должности, позже переименованной в премьер-министра, находился до ноября 1992 г.
В этот период начался процесс распада Югославии, сопровождавшийся военными столкновениями. Фактическая потеря власти кабинетом Пеливана была связана с потерей административного контроля над районами, преимущественно населенными сербами и хорватами. В то же время Алия Изетбегович де-факто создал параллельное правительство во главе с Эюпом Ганичем. Одновременно обострились его отношения с военными во главе с Сефером Халиловичем.
В 1996 г. он был назначен членом Совета директоров Центрального банка Боснии и Герцеговины. участвовал в переходе страны на евро. В 2005 г. стал членом Комитета по аудиту Центрального банка.
В октябре 2007 г. ушел в отставку и переехал на местожительства в хорватский Сплит.